# Aglia macropis
Aglia macropis är en fjärilsart som beskrevs av Lenz 1925. Aglia macropis ingår i släktet Aglia och familjen påfågelsspinnare. Inga underarter finns listade i Catalogue of Life.